# لاک-ترومبلان-نورد، کبک
لاک-ترومبلان-نورد (به فرانسوی: Lac-Tremblant-Nord) شهری در منطقه شهری له لورانتید ناحیه لورانتید در استان کبک کانادا است. در سرشماری سال ۲۰۱۱ این شهر ۴ نفر جمعیت داشته‌است و مساحت آن ۲۰٫۶۴ کیلومتر مربع است.